# Cele unsprezece mii de vergi
Cele unsprezece mii de vergi (în franceză Les Onze Mille Verges ou les Amours d'un hospodar) se numește un roman erotic scris de Guillaume Apollinaire și publicat în 1907. La prima sa ediție, romanul a fost semnat cu inițialele autorului (G. A.).

## Rezumat
Acest roman relatează povestea fictivă a prințului român Mony Vibescu , într-un periplu care-l duce de la București la Paris, apoi în întreaga Europă și în final la Port-Arthur (în China), unde moare flagelat de către un corp de armată, suferind pedeapsa pentru faptul că nu și-a respectat jurământul:

« Dacă v-aș avea în pat, de douăzeci de ori la rând v-aș dovedi pasiunea mea. Fie ca cele unsprezece mii de fecioare sau chiar cele unsprezece mii de vergi să mă pedepsească, dacă mint! »

În periplul său, prințul Vibescu este însoțit de Cornaboeux, un hoț francez. Peregrinările personajului sunt punctate de scene deosebit de crude, în care Apollinaire explorează toate fațetele sexualității cu o dorință evidentă de eclectism: sadismul alternează cu masochismul, ondinismul/scatofilia cu vampirismul, pedofilia cu gerontofilia, masturbarea cu sexul în grup, safismul cu pederastia etc. Scrierea este alertă, umorul — neapărat negru — mereu prezent, iar întregul roman degajă o impresie de «bucurie infernală», care ajunge la apogeu în scena finală. 
Cei doi ajung în cele din urmă pe frontul Războiului ruso-japonez, de partea cazacilor. Aici vine sfârșitul: cei doi sunt luați prizonieri. Condamnați la moarte, ei sunt executați prin flagelare, titlul romanului referindu-se la miile de lovituri de bici date celor doi protagoniști, în timp ce femeile care-i însoțeau sunt umilite prin practica Bukkake.
O lungă perioadă s-a discutat cu privire la paternitatea textului (el nu a fost niciodată revendicat în mod explicit), dar atribuirea sa autorului volumului Alcools este astăzi mai presus de orice îndoială și Cele unsprezece mii de vergi figurează acum în operele complete ale lui Apollinaire.

## Adaptare cinematografică
În 1975, Éric Lipmann a realizat o adaptare cinematografică a romanului, intitulată Les Onze Mille Verges.

## Cazul în fața CEDO
Un editor turc al romanului a fost condamnat, ca urmare a unei prevederi a Codului Penal al Turciei, "pentru publicarea de materiale obscene sau imorale de natură să trezească și să exploateze dorința sexuală în rândul populației", la plata unei amenzi și confiscarea și distrugerea tuturor exemplarelor tipărite ale cărții. El a depus o plângere la Curtea Europeană a Drepturilor Omului (CEDO), care a constatat că a existat o încălcare a articolului 10 din Convenția Europeană a Drepturilor Omului care prevede protejarea dreptului de exprimare. Curtea a precizat că lucrarea aparține "patrimoniului literar european".
Într-un alt caz, judecătorul Bonello, după ce a citat descrierea cărții de pe Wikipedia, a descris lucrarea în opinia sa ca o "pată de obscenități transcendentale". 

## Traduceri în limba română
- 1992 - Cele unsprezece mii de vergi, Ed. Institutul European, Iași, 158 p. - traducere de Silviu Lupescu
- 2002 - Cele unșpe mii de vergi nebune, Ed. Dacia, Cluj, 121 p. - traducere de Tudor Ionescu